# 500 złotych 1989 50. rocznica wojny obronnej narodu polskiego
500 złotych 1989 50. rocznica wojny obronnej narodu polskiego – okolicznościowa moneta pięćsetzłotowa, wprowadzona do obiegu 16 sierpnia 1989 r. zarządzeniem z 3 sierpnia 1989 r. (M.P. z 1989 r. nr 27, poz. 217), wycofana z dniem denominacji z 1 stycznia 1995 r., rozporządzeniem prezesa Narodowego Banku Polskiego z dnia 18 listopada 1994 r. (M.P. z 1994 r. nr 61, poz. 541).
Monetę wybito z okazji pięćdziesiątej rocznicy wojny obronnej narodu polskiego.

## Awers
W centralnym punkcie umieszczono godło – orła bez korony, po bokach rok „1989”, pod łapą znak mennicy w Warszawie, dookoła napis „POLSKA RZECZPOSPOLITA LUDOWA”, na dole napis „ZŁ 500 ZŁ”.

## Rewers
Na tej stronie monety znajduje się trzech uzbrojonych żołnierzy biegnącymi do ataku, dookoła napis „50 ROCZNICA WOJNY OBRONNEJ NARODU POLSKIEGO 1939–1989”, z lewej strony, nad linią horyzontu, monogram projektantki.

## Nakład
Monetę bito w Mennicy Państwowej, w miedzioniklu, na krążku o średnicy 29,5 mm, masie 10,8 grama, z rantem ząbkowanym, stemplem zwykłym, w nakładzie 10 135 000 sztuk, według projektów:
- Ewy Tyc-Karpińskiej (awers) oraz
- Stanisławy Wątróbskiej-Frindt (rewers).

Na początku lat 90. XX w. w ramach emisji zestawów rocznikowych monet PRL z lat 1979, 1980, 1981, 1982, 1986, 1987, 1988, 1989, 1990, w Mennicy Państwowej wybito ponownie tę monetę, tym razem stemplem lustrzanym, w nakładzie 5000 sztuk.

## Opis
Moneta jest pierwszą okolicznościowo-obiegową pięćsetzłotówką i jedną z dwóch okolicznościowych pięćsetzłotówek bitych w miedzioniklu z datą 1989.
Na rynku kolekcjonerskim funkcjonują odmiany tej monety rozróżniane po kształcie kreski w napisie „1939–1989” na rewersie.

## Wersje próbne
Istnieje wersja tej monety należąca do serii próbnej w niklu, wybita w nakładzie 500 sztuk.